# ネオキサンチンシンターゼ
ネオキサンチンシンターゼ(Neoxanthin synthase、EC 5.3.99.9)は、以下の化学反応を触媒する酵素である。
ビオラキサンチン{\displaystyle \rightleftharpoons }ネオキサンチン
従って、この酵素の基質はビオラキサンチン、生成物はネオキサンチンである。
この酵素は異性化酵素、特にその他の分子内酸化還元酵素に分類される。系統名は、ビオラキサンチン---ネオキサンチン イソメラーゼ（エポキシド開環）(oxaloacetate keto---enol-isomerase(epoxide-opening))である。NSYと呼ばれることもある。この酵素は、カロテノイドの生合成に関与している。